# Komisja do Spraw Mniejszości Narodowych
Komisja do Spraw Mniejszości Narodowych – jednostka organizacyjna Rządu istniejąca w latach 1990–2000, powołana w celu usprawnienia działań administracji państwowej na rzecz przestrzegania praw mniejszości narodowych i etnicznych. Komisja była organem opinio-doradczym Rady Ministrów.

## Powołania Komisji
Na podstawie  uchwały Rady Ministrów z 1990 r. w sprawie powołania Komisji do Spraw Mniejszości Narodowych ustanowiono Komisję.
Nadzór nad pracami Komisji sprawował Prezes Rady Ministrów.

## Zadania Komisji
Do zadań Komisji należało:
- opracowywanie rządowego programu działań na rzecz mniejszości narodowych i etnicznych,
- udzielania pomocy w koordynacji działań organów administracji państwowej oraz innych jednostek objętych programem rządowym,
- dokonywania ocen oraz formułowanie propozycji w zakresie zapewnienia realizacji praw i potrzeb mniejszości narodowych i etnicznych,
- formułowania ocen i wniosków w zakresie skuteczności przeciwdziałania zjawiskom naruszającym prawa mniejszości narodowych i etnicznych oraz inicjowanie działań zmierzających do zwalczania tych zjawisk,
- podejmowanie i wspieranie działań na rzecz popularyzacji w społeczeństwie polskim tematyki dotyczącej mniejszości narodowych i etnicznych oraz ich kultury,
- rozpatrywanie innych spraw zleconych przez Radę Ministrów i Prezesa Rady Ministrów w dziedzinie realizacji polityki wobec mniejszości narodowych i etnicznych.

## Skład Komisji
W skład Komisji wchodzili:
- Minister Kultury i Sztuki (przewodniczący)
- Minister Edukacji Narodowej,
- Minister Pracy i Polityki Spolecznej,
- Minister Sprawiedliwości,
- Minister Spraw Wewnętrznych,
- Minister Spraw Zagranicznych,
- minister-członek Rady Ministrów, właściwy w sprawie współpracy z partiami politycznymi i organizacjami społecznymi,
- Przewodniczący Komitetu do Spraw Radia i Telewizji,
- Wojewoda białostocki,
- Wojewoda opolski,
- Wojewoda przemyski,
- Wojewoda suwalski.

## Zniesienie Komisji
Na podstawie ustawy z 2000 r. o zmianie niektórych upoważnień ustawowych do wydawania aktów normatywnych oraz o zmianie niektórych ustaw zlikwidowano Komisję.